# Terzo tempo (album)
Terzo tempo è il 30º album in studio del gruppo musicale italiano Nomadi, pubblicato il 18 settembre 2012.

## Descrizione
Il disco, prodotto con etichetta discografica Nomadi e risultato 3º in classifica, è distribuito da Artist First e contiene dieci brani inediti, di cui uno, Ancora ci sei, è stato pubblicato come singolo il 28 agosto.
Si tratta del primo album con Cristiano Turato, subentrato a Danilo Sacco. Proprio per dimostrare le qualità del nuovo cantante, si è fortemente voluto imprimere uno stampo differente negli arrangiamenti rispetto al passato, mantenendo però inalterati i temi tipici affrontati nei testi e l'impronta compositiva del gruppo.

## Tracce
1. Non avrai – 3:50 (testo: Cristian Cattini, Elena Carletti e Massimo Vecchi – musica: Cristian Cattini e Giuseppe Carletti)
2. Ancora ci sei – 4:38 (testo: Cristiano Turato – musica: Cristiano Turato e Giuseppe Carletti)
3. Fuori – 4:54 (testo: Barbara Rosset e Massimo Vecchi – musica: Luca Zannoni e Giuseppe Carletti)
4. Terzo tempo – 4:02 (testo: Cristian Cattini ed Elena Carletti – musica: Cristian Cattini e Giuseppe Carletti)
5. Un altro cielo – 3:43 (testo: Barbara Rosset e Massimo Vecchi – musica: Luca Zannoni e Giuseppe Carletti)
6. Tarassaco – 3:49 (testo: Giuseppe Carletti e Cristiano Turato – musica: Sergio Reggioli e Cristiano Turato)
7. Il vento tra le mani – 4:05 (testo: Giuseppe Gismondi, Sergio Reggioli e Daniele Campani – musica: Giuseppe Gismondi e Giuseppe Carletti)
8. Apparenze – 3:20 (testo: Giuseppe Carletti – musica: Cristiano Turato e Giuseppe Carletti)
9. Un attimo di sole – 4:23 (testo: Massimo Vecchi e Lorella Cerquetti – musica: Laura Trentacarlini e Giuseppe Carletti)
10. Addormentato ma non troppo – 3:22 (testo: Cristiano Turato – musica: Daniele Campani, Giuseppe Carletti, Calogero Falzone e Cristiano Turato)

## Formazione
- Cristiano Turato – voce, chitarra
- Beppe Carletti – tastiere
- Cico Falzone – chitarra
- Massimo Vecchi – basso, voce
- Daniele Campani – batteria
- Sergio Reggioli – violino

## Classifiche
| Classifica | Posizione |
| ---------- | --------- |
| Italia     | 3         |